# Michael Burton (giocatore di football americano)
Michael Burton (Long Valley, 1º febbraio 1992) è un giocatore di football americano statunitense che milita nel ruolo di fullback per i Denver Broncos della National Football League (NFL).

## Carriera

### Detroit Lions
Burton fu scelto dai Detroit Lions nel corso del quinto giro (168º assoluto) del Draft NFL 2015.
Iniziò il training camp competendo con Emil Igwenagu per la posizione di fullback titolare, riuscendo a ottenere tale ruolo per l'inizio della stagione regolare. Debuttò come professionista partendo come titolare nella gara del primo turno contro i San Diego Chargers. Nella partita successiva effettuò la sua prima corsa per un guadagno di 2 yard nella sconfitta per 16–26 contro i Minnesota Vikings. Il 5 ottobre 2015 fece registrare la sua prima ricezione su passaggio da 3 yard di Matthew Stafford nella sconfitta contro i Seattle Seahawks. Il 21 dicembre 2015 Burton segnò il suo primo touchdown su passaggio da 4 yard di Stafford nella vittoria per 35–27 sui New Orleans Saints. La sua stagione da rookie si chiuse con 4 portate per 2 yard e 6 ricezioni per 39 yard e una marcatura, disputando tutte le 16 partite, di cui 7 come titolare.
Burton iniziò la sua seconda stagione come fullback titolare de facto dei Lions. Anche se disputò 15 paritte, non gli fu accreditata ufficialmente alcuna presenza come titolare e non tentò alcuna corsa, né fece registrare alcuna ricezione.
Il 30 maggio 2017 Burton fu svincolato dai Lions.

### Chicago Bears
Burton firmò con i Chicago Bears il 31 maggio 2017..
Il 10 settembre 2017, nel suo debutto con i Bears, Burton corse una volta per 7 yard nella sconfitta interna per 23–17 contro gli Atlanta Falcons al Soldier Field. In quella stagione ebbe 4 corse per 9 yard e 2 ricezioni per 8 yard.
La stagione successiva Burton disputò 8 partite di cui una come titolare, giocando soprattutto sui blocchi.

### New Orleans Saints
Il 13 maggio 2019 Burton firmò con i New Orleans Saints. Fu svincolato il 31 agosto 2019.

### Washington Redskins
Burton firmò con i Washington Redskins il 15 ottobre 2019.

### Ritorno ai New Orleans Saints
Il 23 marzo 2020 Burton firmò un contratto di un anno per fare ritorno ai New Orleans Saints. Fu inserito nella lista riserve/COVID-19 il 2 gennaio 2021, e tornò nel roster attivo quattro giorni dopo.

### Kansas City Chiefs
Burton firmò con i Kansas City Chiefs il 5 aprile 2021. Nella gara della settimana 15 contro i Los Angeles Chargers segnò il suo primo touchdown su corsa in carriera.
Il 21 marzo 2022 Burton rifirmò per un anno con i Chiefs per un importato non rivelato.

### Denver Broncos
Il 14 marzo 2023 Burton firmó con i Denver Broncos.

## Palmarès
- Super Bowl : 1

Kansas City Chiefs: LVII
- American Football Conference Championship: 1

Kansas City Chiefs: 2022